# Zia
Pour les articles homonymes, voir Zia (homonymie).

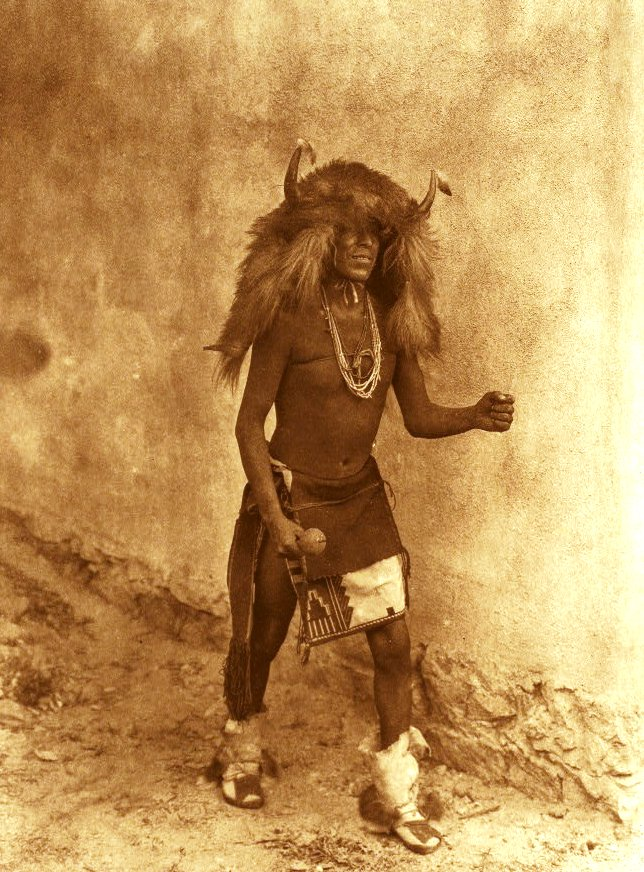
Amérindien Zia photographié par Edward S. Curtis.

Zia est une tribu indigène du Nouveau-Mexique (États-Unis). La tribu est connue pour la poterie et l'utilisation du symbole du soleil.

## Poterie

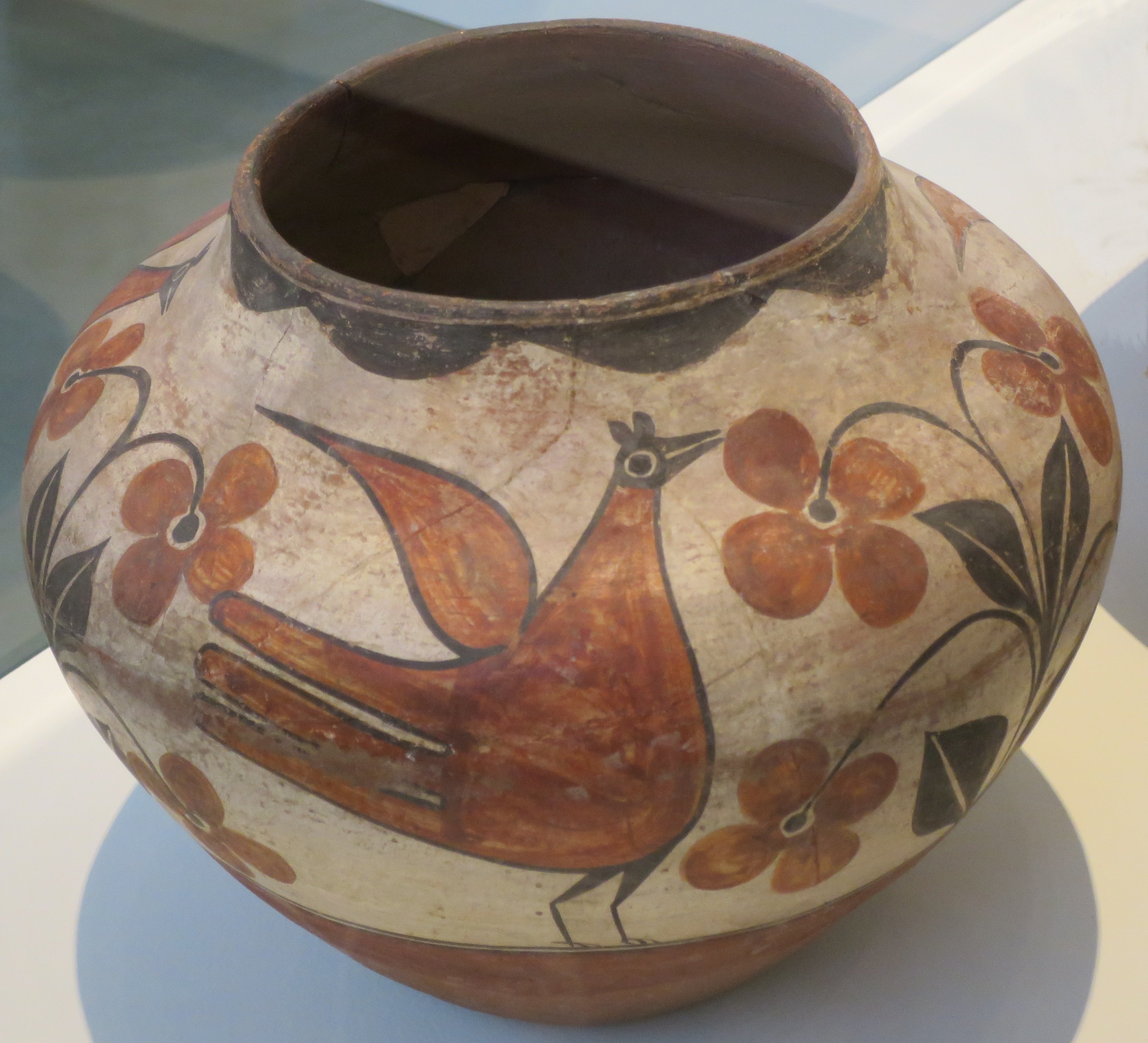
Poterie Zia.

## Le symbole du Soleil
Les Indiens Zia du Nouveau-Mexique adorent le Soleil. Leur symbole solaire est un cercle rouge avec un groupe de quatre rayons pointés dans quatre directions différentes. Peint sur des vases de cérémonie, dessiné au sol autour des feux de camp et utilisé pour présenter les nouveau-nés au Soleil. Le quatre est le chiffre sacré de cette tribu et représente :
- les quatre points cardinaux (nord, sud, est, ouest)
- les quatre saisons de l'année (printemps, été, automne, hiver)
- les quatre phases de la vie (l'enfance, la jeunesse, l'âge adulte, la vieillesse)
- les quatre moments de la journée (matin, après-midi, soir, nuit)
- la croyance zia selon laquelle la vie vient de quatre engagements sacrés que l'on doit développer (un corps fort, un esprit clair, un esprit pur, et une dévotion au bien-être des autres).

Ce symbole figure sur le drapeau du Nouveau-Mexique, adopté en 1920.